# Незнайомий спадкоємець
Незнайомий спадкоємець (рос. Незнакомый наследник) — радянський художній фільм 1974 року.

## Сюжет
Чітко і злагоджено працювала будівельна бригада виконроба Кузнецова. А все тому, що виконроб володів педагогічними схильностями, що дуже допомагало йому в спілкуванні з молоддю. І раптом з'явився новачок, який не захотів підлаштовуватися під інших…

## У ролях
- Євген Герасимов —  Сергій Скворцов
- Михайло Пуговкін —  Олексій Петрович Кузнецов, виконроб
- Світлана Акімова —  Зіна Свєтлова
- Віктор Павлов —  Ілля Сергійович Владикін, бригадир
- Федір Одиноков —  Павло Іванович, муляр
- Георгій Штиль —  робітник Скатов
- Олександр Дем'яненко —  робітник-баяніст
- Людмила Шагалова —  Алевтина
- Віра Титова —  комендант гуртожитку
- Олександр Захаров —  Гена Петров
- Гія Перадзе —  Тенгіз
- Валентина Пугачова — робітниця

## Знімальна група
- Автор сценарію:  Афанасій Бєлов
- Режисери:  Геннадій Казанський,  Олег Дашкевич
- Оператор:  Микола Строганов
- Художник:  Володимир Гасилов
- Композитор:  Василь Соловйов-Сєдой